# Achocalla (gemeente)
Achocalla is een gemeente (municipio) in de Boliviaanse provincie Pedro Domingo Murillo in het departement La Paz. De gemeente telt naar schatting 22.785 inwoners (2018). De hoofdplaats is Achocalla.

## Indeling
De gemeente bestaat uit 3 kantons
- Cantón Achocalla - 12.403 inwoners (2001)
- Cantón Asunta Quillviri - 2.257 inw.
- Cantón Villa Concepción - 450 inw.